# Aeroporto Internacional de Kozhikode
O Aeroporto Internacional de Kozhikode (IATA: CCJ, ICAO: VOCL), também conhecido como Aeroporto de Karipur, está localizado em Karipur no distrito de Malappuram, perto de Kozhikode (Calecute), Querala, Índia.
O aeroporto se encontra a 26 km de Calecute e a 27 km de Manjeri. É o duodécimo aeroporto mais movimentado da Índia em termos de tráfico de passageiros e o undécimo quanto a carga.
O Aeroporto de Kozhikode é um dos três aeroportos internacionais localizados em Querala. Recebeu o status de aeroporto internacional em 2 de fevereiro de 2006, iniciando o caminho de melhora do aeroporto para atender voos internacionais.
As instalações se viram submetidas a ampliações constantes pela Autoridade de Aeroportos da Índia. Também se observa um forte incremento do tráfico de passageiros.

## Renovação recente, melhorias e ampliação
Devido à recente atualização das instalações atuais com base em um investimento de um bilhão de rúpias, as infraestruturas do Aeroporto Internacional de Kozhikode receberam empresas aéreas estrangeiras.
Um sistema de triagem de bagagem, o primeiro desse tipo na Índia a realizar uma inspeção individual de raios X, foi instalado. Algumas empresas aéreas têm estacionamento noturno, que atualmente consiste em dez vagas. A pernoite no aeroporto permite melhor conectividade aérea. A Autoridade de Aeroportos da Índia (AAI) instalará três dedos (com opção de mais dois) no aeroporto, que permitirão aos passageiros acessar o avião diretamente do terminal. Um terminal internacional de passageiros de 15.000 m² foi inaugurado. No aeroporto também foram inauguradas instalações para passageiros e visitantes, como barracas de fast food, bilheteria, joalheria, restaurantes e um cyber café.
Interiores maiores e mais práticos e instalações adequadas, incluindo espreguiçadeiras de couro para passageiros em trânsito, elevaram o aeroporto a um nível internacional.

## Sistema de iluminação de orientação
A abordagem da pista do aeroporto de Kozhikode é cercada por colinas e vales. A abordagem para a pista 28 é um vale de 30 a 70 m de profundidade a uma distância de 6.000 metros, para iniciar imediatamente a pista de 2.860 metros de extensão. Esta orografia precisa de um tipo especial de luzes de orientação de aproximação para garantir a segurança das operações aéreas à noite e em condições de baixa visibilidade. A Autoridade de Aeroportos da Índia forneceu à pista um sistema de orientação de luz pela primeira vez na Índia, seguindo as recomendações da Direção Geral de Aviação Civil, a um custo de 170 rúpias.
O sistema de orientação é uma maneira perfeita de guiar o piloto através de um padrão de abordagem específico por motivos como terrenos acidentados, etc. Isso torna mais fácil para o piloto seguir o padrão de abordagem desejado. O sistema é projetado de forma que um grupo de luzes seja visível dos grupos de luzes anteriores, em última análise, guiando a aeronave para as proximidades da cabeceira da pista. As luzes estão dentro de um intervalo de não mais de 1.600 m no padrão de aproximação da pista estendida. O padrão de abordagem desejado pode ser curvo ou reto.
O sistema está em serviço para operações noturnas desde outubro de 2003.

## Empresas aéreas e destinos

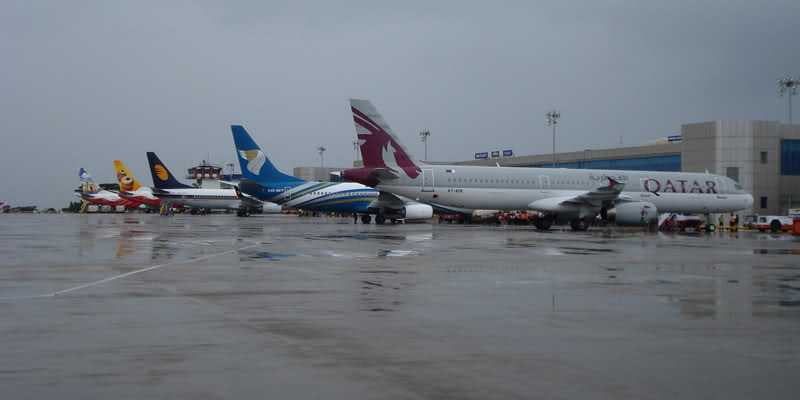
Aviões da Qatar Airways, Oman Air, Jet Airways e Air India Express no aeroporto.

### Domésticos
| Empresas aéreas   | Destinos                               |
| ----------------- | -------------------------------------- |
| Air India         | Bombaim, Trivandrum, Madras (Chennai)  |
| Air India Express | Cochim, Mangalore, Bombaim, Trivandrum |

### Internacionais
| Empresas aéreas        | Destinos                                                                |
| ---------------------- | ----------------------------------------------------------------------- |
| Air Arabia             | Xarja                                                                   |
| Air India              | Damã, Riade, Jidá                                                       |
| Air India Express      | Abu Dhabi, Alaine, Bahrein, Doha, Dubai, Kuwait, Mascate, Salalá, Xarja |
| Emirates Airline       | Dubai                                                                   |
| Etihad Airways         | Abu Dhabi                                                               |
| Oman Air               | Mascate                                                                 |
| Qatar Airways          | Doha                                                                    |
| Saudi Arabian Airlines | Jidá, Riade                                                             |